# Daiquiri
Daiquiri é uma bebida alcoólica ou, um coquetel feito com rum, suco de lima, e açúcar ou xarope, de origem cubana.

## História
É uma das principais bebidas da coquetelaria cubana ao lado do mojito, o nome daiquiri é  o mesmo nome de uma praia perto de Santiago de Cuba e de uma mina de ferro situada na mesma área. A palavra vem do taíno, um idioma utilizado nas Antilhas e Bahamas que veio a ser extinto depois da colonização espanhola no século XVI.
A bebida foi supostamente criado em 1905 em um bar chamado Vênus em Santiago de Cuba, distante 37 quilómetros da mina por um grupo de engenheiros americanos. Entre os engenheiros presentes estavam, Jennings Cox, (Gerente geral  da espano-americana Iron Co.), J. Francis Linthicum, C. Manning Combs, George W. Pfeiffer, De Berneire Whitaker, C. Merritt Holmes and Proctor O. Persing.
A história que persiste é a de que Cox inventou a bebida quando entretinha convidados americanos e ficou sem gim. A bebida evoluiu naturalmente devido a prevalência do limão e do açúcar e do fato que aqueles trabalhadores das minas de Daiquiri recebiam mensalmente algumas garrafas de rum Bacardi que na época era fabricado em Santiago de Cuba. A história de Jennings Cox é certamente a primeira que veio a popularizar-se e também foi ele o responsável pelo nome da bebida.
Originalmente a bebida foi servida num copo alto com bastante gelo picado, uma colher de açúcar colocado por cima, o suco de um limão espremido e uma ou duas partes de rum completando a mistura, e finalizando era mexida com uma colher longa para deixar a bebida bem gelada. Mais tarde a bebida evoluiu novamente e passou a ser misturado em coqueteleira com os mesmos ingredientes, porém usando gelo raspado. Depois de ser agitado vigorosamente era servido em copo tipo flute previamente gelado.
Um artigo de 14 de março de 1937 do Miami Herald através de seu correspondente em Cuba vinha a divulgar a recente receita.
O consumo dessa bebida permaneceu localizado até meados de 1909 quando o almirante Lucius W. Johnson um médico oficial da marinha americana experimentou a tal bebida. Johnson o inseriu no clube da marinha americana em Washington D.C. e a bebida no espaço de algumas décadas passou a ser consumida por milhares de pessoas, era um das bebidas favoritas de Ernest Hemingway e o presidente americano John F. Kennedy.
O daiquiri veio a se tornar incrivelmente popular na década de 40. Devido a uma nova política de relacionamento, vodca e uísque eram difíceis de se encontrar ao contrário do rum que graças a política da boa vizinhança instituída por Roosevelt que abriu o comércio as relações e as viagens com América Latina, Cuba e Caribe (conhecido na época como programa pan-americano).Na mesma época polarizou-se a história de que o rum era a bebida dos piratas tudo isso ajudou o daiquiri a se tornar a bebida da moda com uma tremenda popularidade nos Estados Unidos.
A receita do daiquiri era muito similar a uma bebida consumida pelos marinheiros britânicos a bordos dos navios e meados de 1740, era basicamente rum misturado com o sumo de laranjas doces e água. Esta era uma bebida comum em todo caribe e quando o gelo passou estar disponível também veio a incorporar a mesma.

## Variações

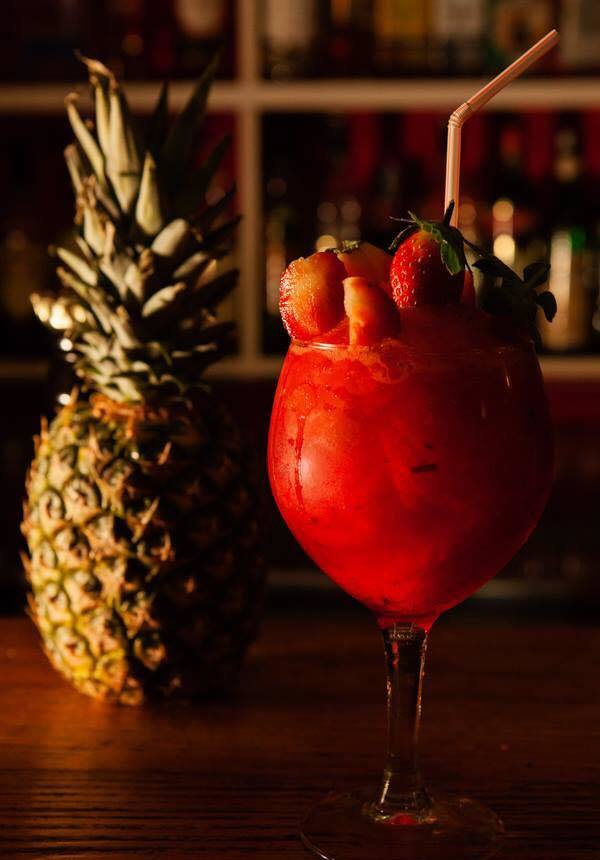
Variação feita com morangos

A mais famosa e mais conhecida de todas foi a criada por Constantino Ribalaigua (reconhecido com o pai dos barmen de Cuba) no início do século passado, no bar e restaurante El Floridita (que ainda existe) onde trabalhou por mais de quarenta anos.
Este juntou rum, açúcar, limão e um leve toque de licor de Maraschino e bateu num liquidificador com muito gelo dando a consistência de frapê. O Bar El Floridita é hoje considerada "o berço do daiquiri".
Outra variante notável é o célebre Papa Doble, criado especialmente para Hemingway (que era diabético). Era preparado sem açúcar, que era substituído por suco de grapefruit, e era servido em dose dupla. O escritor chegou a tomar 16 desta bebida numa noite. Posteriormente, o restaurante adicionou suco de toranja à receita e criou outro clássico coquetel chamado Hemingway Special.
Ainda, há a possibilidade do "licor daiquiri", feito à base de cascas de limão maceradas em rum e açúcar. Uma variação excelente deste licor é a maceração, por no mínimo uma semana, de cascas de quatro limões sicilianos (sem a parte branca) em 750 ml de rum e 200 ml de calda de açúcar densa ou uma xícara de açúcar. Este licor serve, inclusive, como aromatizante inconfundível de limão para outras bebidas.
Hoje existem muitas variantes desta bebida e atualmente ele é elaborado com um toque de xarope de Grenadine (feito com romãs), substituindo o licor de Marachino que além de caro é difícil de ser encontrado.

## No cinema
A bebida já foi devidamente homenageado por Hollywood, pela indústria do cinema sendo degustada por famosos atores e atrizes em alguns clássicos:
- Lauren Bacall - Uma aventura na Martinica
- Shirley MacLaine - Se meu apartamento falasse
- Spencer Tracy e Katherine Hepburn - A costela de Adão
- Alec Guiness - Nosso homem em Havana